# Fred Holland Day

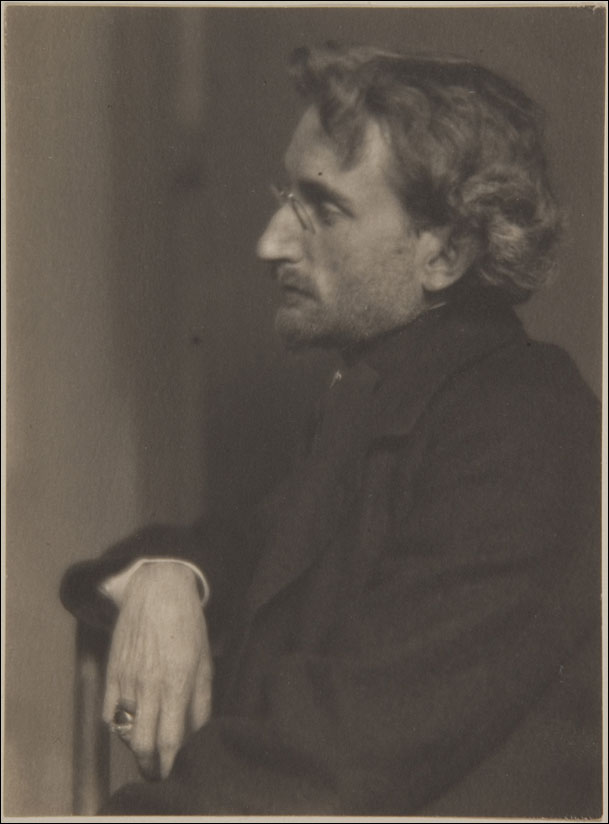
Fred Holland Day, door Reginald W. Craigie, 1900

Fred Holland Day (8 juli 1864 - Norwood (Massachusetts), 12 november 1933) was een Amerikaanse uitgever en fotograaf.
Als enige zoon van een rijke koopman kon Fred Holland Day zich vrijelijk wijden aan de schone kunsten. Zijn interesses golden vooral de fotografie, het uitgeversvak, en de kunsten in het algemeen. Een bijzondere belangstelling van Day gold de Engelse dichter John Keats, van wiens werk Day een grote collectie bezat.

## Uitgeversactiviteit
In 1883 richtte hij met Herbert Copeland de uitgeverij Copeland & Day op, die zich specialiseerde in werken over kunst en literatuur. Fred Holland Day was o.a. de Amerikaanse uitgever en promotor van het werk van Oscar Wilde. Wilde’s Salomé, met illustraties van Aubrey Beardsley, verscheen in 1894 bij Copeland & Day in een bibliofiele uitgave. In totaal bracht deze uitgeverij  een kleine honderd boeken op de markt.

## Fred Holland Day als fotograaf
Day ontdekte al vroeg dat hij een talent voor fotografie bezat. Dat talent werd ingezet voor ware kunstfotografie, waarbij o.a. emigranten een hoofdrol als model speelden. Onder zijn modellen bevond zich ook de jonge Libanees Kahlil Gibran, die later vooral bekend werd door zijn etherische werk “The Prophet” (“De Profeet”). 
Net als anderen in deze periode liet ook Day zich inspireren door de klassieke oudheid. Thema’s als de Orfeus-mythe vonden een weg in zijn fotografische werk. Dat daarbij ook jongemannen meestal naakt werden afgebeeld werd niet door iedereen gewaardeerd. 
Een andere controverse ontstond over de afbeeldingen, die Fred Holland Day maakte van kruisigingsscenes, met zichzelf in de rol van Christus. Desondanks stond het werk van Day een korte tijd in de belangstelling, zoals op de grote tentoonstelling in Londen, die in 1900 onder de titel  “New School of American Photography” werd gehouden. Later werd Day overvleugeld door het werk van Alfred Stieglitz, en gaf hij zijn werk als fotograaf op. Een brand in zijn atelier (in 1904), waarbij heel veel van zijn fotografische collectie werd vernietigd, vormde een grote ramp in Day’s carrière op dit terrein.

## Nadagen als architect
Ook de architectuur had Day’s interesse. Het familiehuis in Norwood werd door Day verbouwd tot een door de Tudorstijl geïnspireerd landhuis voor (Toegepaste) Kunst. Een ander architectonisch ontwerp was een zomerhuis in de vorm van een Zwitsers chalet, dat uitkeek op de haven in Little Good Harbor (Maine).

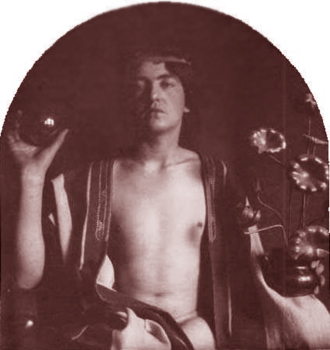
Beauty is Truth, Truth is Beauty (1898)
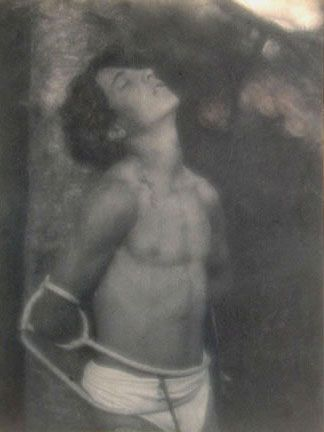
St. Sebastiaan (ca. 1906)
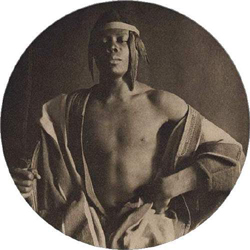
Krijger -Tannyhill als Koning (1897)
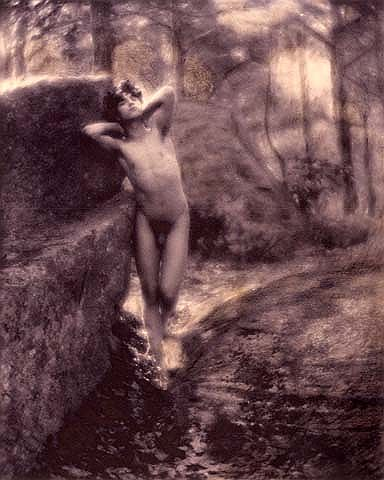
Suffering the Ideal (jaartal onbekend)
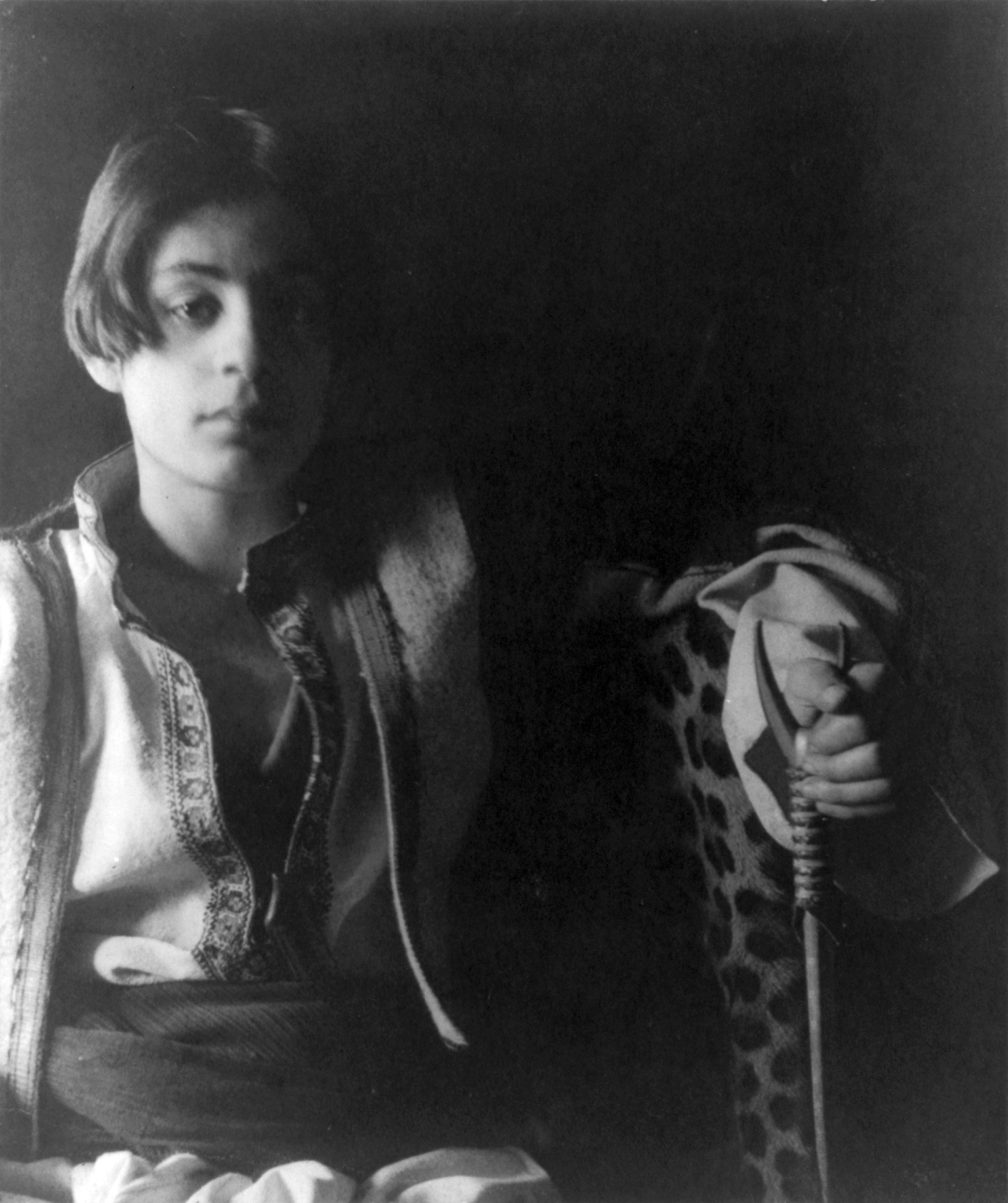
de jonge Khalil Gibran (jaartal onbekend)
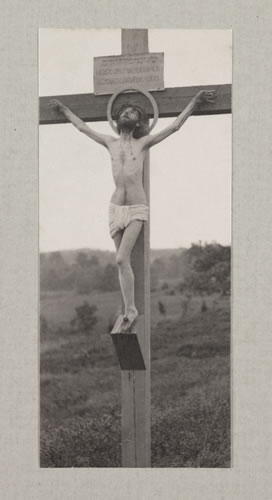
Kruisiging, met de fotograaf als Christus (1898)
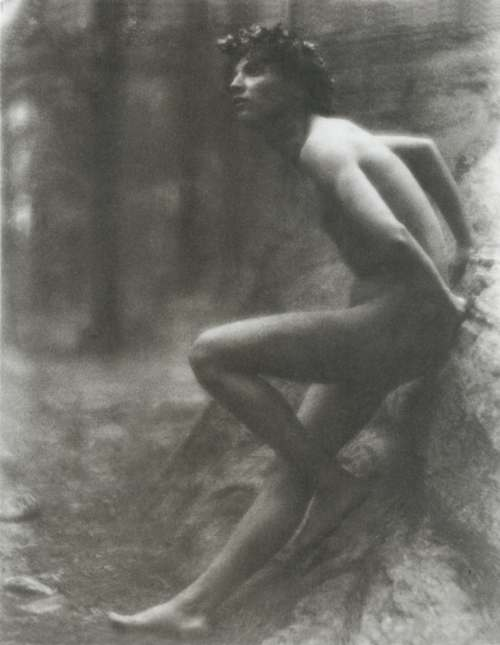
de jonge Nicola Giancola, zittend op een steen (1907)
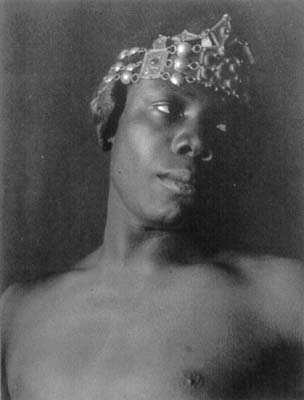
Zwarte man met diadem (ca. 1897)
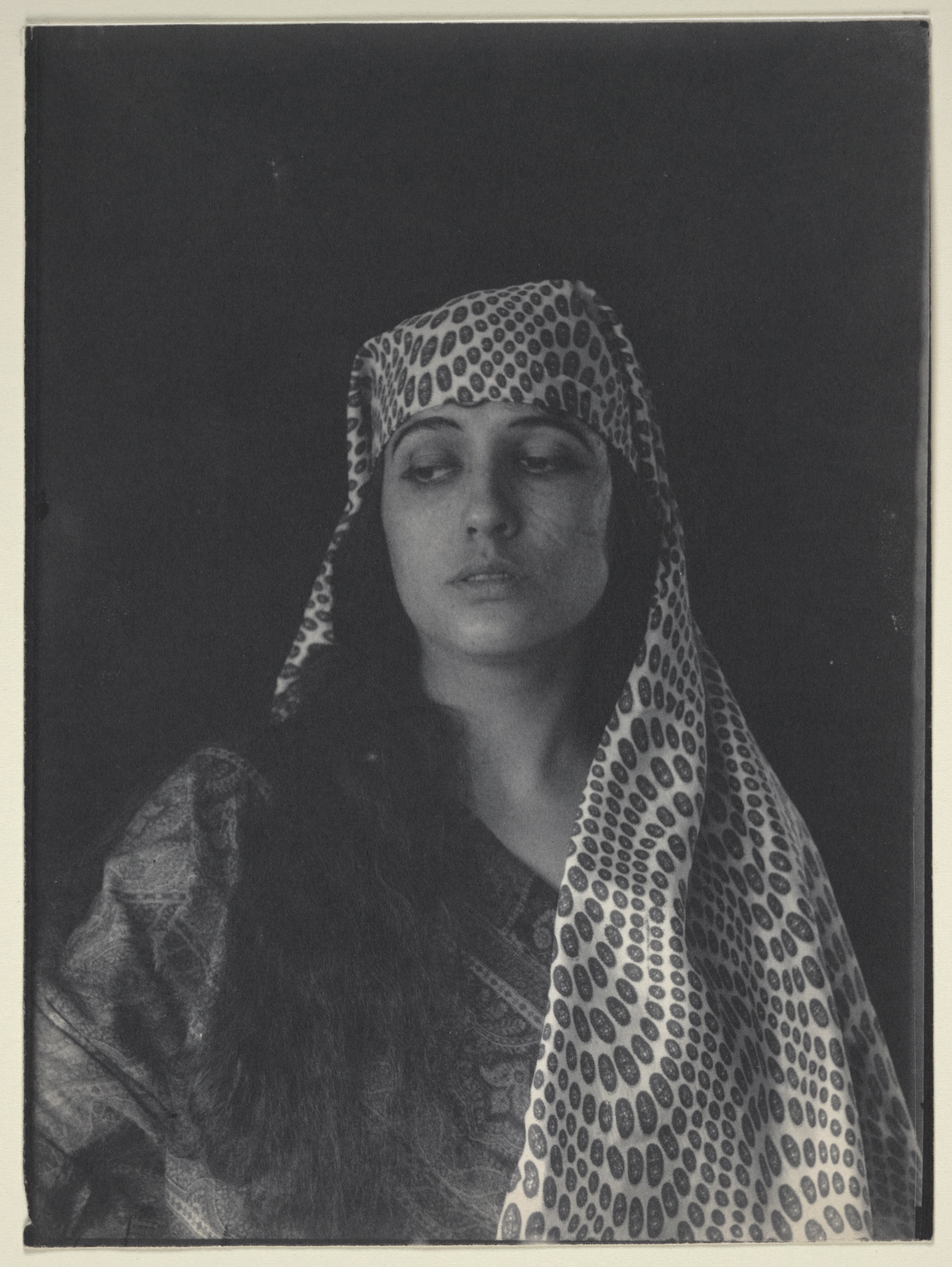
Julia Arthur, 1895
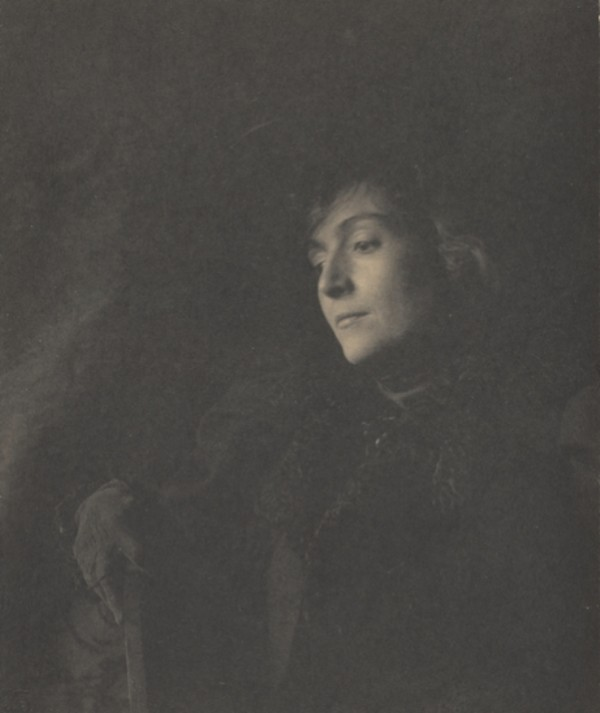
Mrs. James Brown Potter
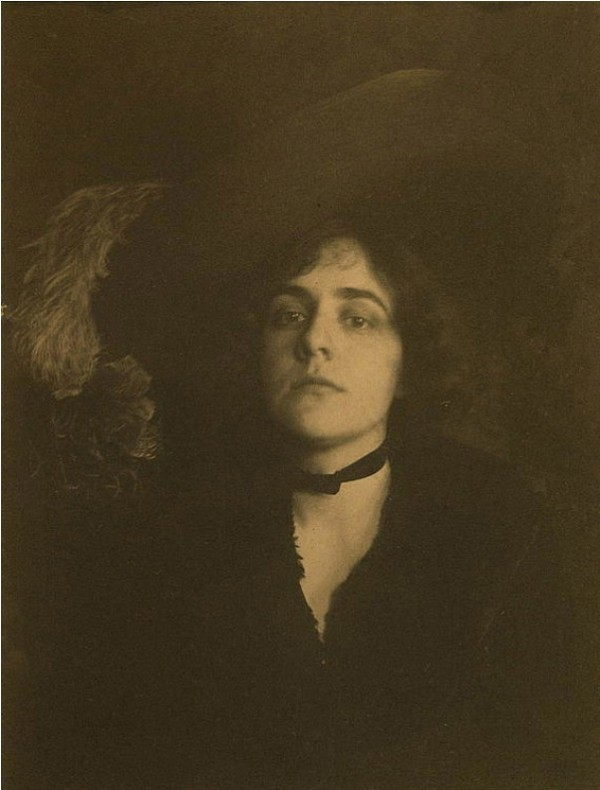
Ethel Reed, 1887
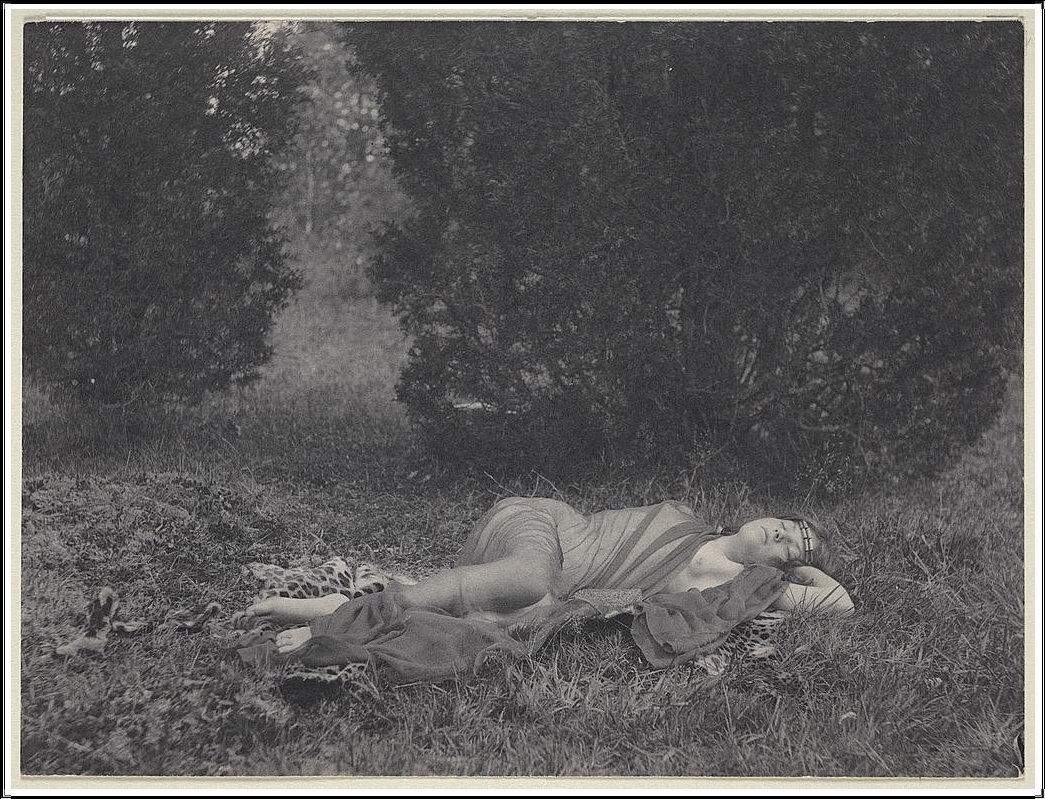

- Bibliothèque nationale de France: cb11102655w (data)
- Gemeinsame Normdatei: 118878808
- International Standard Name Identifier: 0000 0000 7360 2126
- Library of Congress Control Number: n80090266
- Nationale Bibliotheek van Tsjechië: mzk2016917709
- Nederlandse Thesaurus van Auteursnamen: 068645880
- PIC: 16401
- RKD-Nederlands Instituut voor Kunstgeschiedenis: 224140
- LIBRIS: 307090
- SNAC: w6tm7cn6
- Système universitaire de documentation: 073348805
- Union List of Artist Names: 500013817
- Virtual International Authority File: 63998216
- WorldCat: E39PBJvRVG7ycbTwpBqfGJmKh3